# The Lost Necklace
The Lost Necklace ou Le Collier perdu est un film muet américain réalisé par Joseph A. Golden, sorti en 1911.

## Fiche technique
- Titre original : The Lost Necklace
- Titre en français : Le Collier perdu
- Réalisation : Joseph A. Golden
- Scénario : Bertram Millhauser
- Format : Noir et blanc — 35 mm — 1,33:1 — Muet
- Date de sortie :  États-Unis : 25 novembre 1911

## Distribution
- Pearl White
- Octavia Handworth
- Jack Pickford